# Tres Quebradas (Los Santos)
Tres Quebradas es un corregimiento ubicado en el distrito de Los Santos, provincia de Los Santos. En el año 2010 tenía una población de 717 habitantes y una densidad poblacional de 55,8 personas por km².

## Geografía física
Tres Quebradas se encuentra ubicada en la península de Azuero. De acuerdo con los datos del INEC el corregimiento posee un área de 12,8 km².

## Demografía
De acuerdo con el censo del año 2010, el corregimiento tenía una población de unos 717 habitantes. La densidad poblacional era de 55,8 habitantes por km². 